# 科塞雷

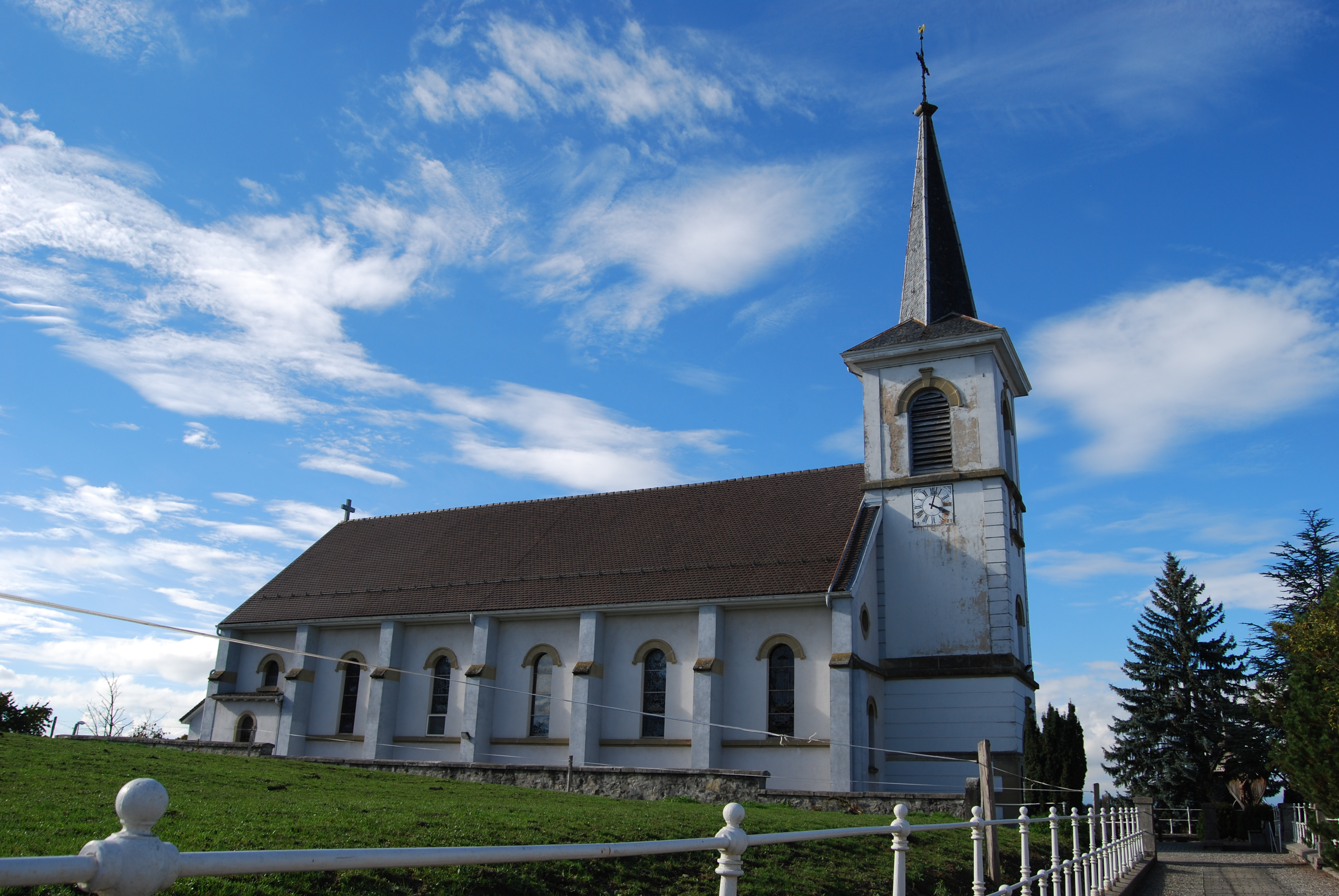

科塞雷是瑞士的城鎮，位於該國西部，由弗里堡州負責管轄，面積3.44平方公里，海拔高度658米，2011年人口347，八成半人口信奉羅馬天主教，人口密度每平方公里101人。

## 外部連結
- Official website （页面存档备份，存于） （法文）